# آنتونی کاپز
آنتونی کاپز (انگلیسی: Anthony Kappes؛ زادهٔ ۱ مارس ۱۹۷۳) دوچرخه‌سوار اهل بریتانیا است.
وی در مسابقات کشوری و بین‌المللی در مجموع برندهٔ ۳ مدال طلا شده‌است.